# Ricardo Triviño
Ricardo Triviño (15 febbraio 1973) è un pilota di rally messicano, vincitore del campionato NACAM Rally Championship nel 2008, 2009 e dal 2012 al 2020.

## Carriera

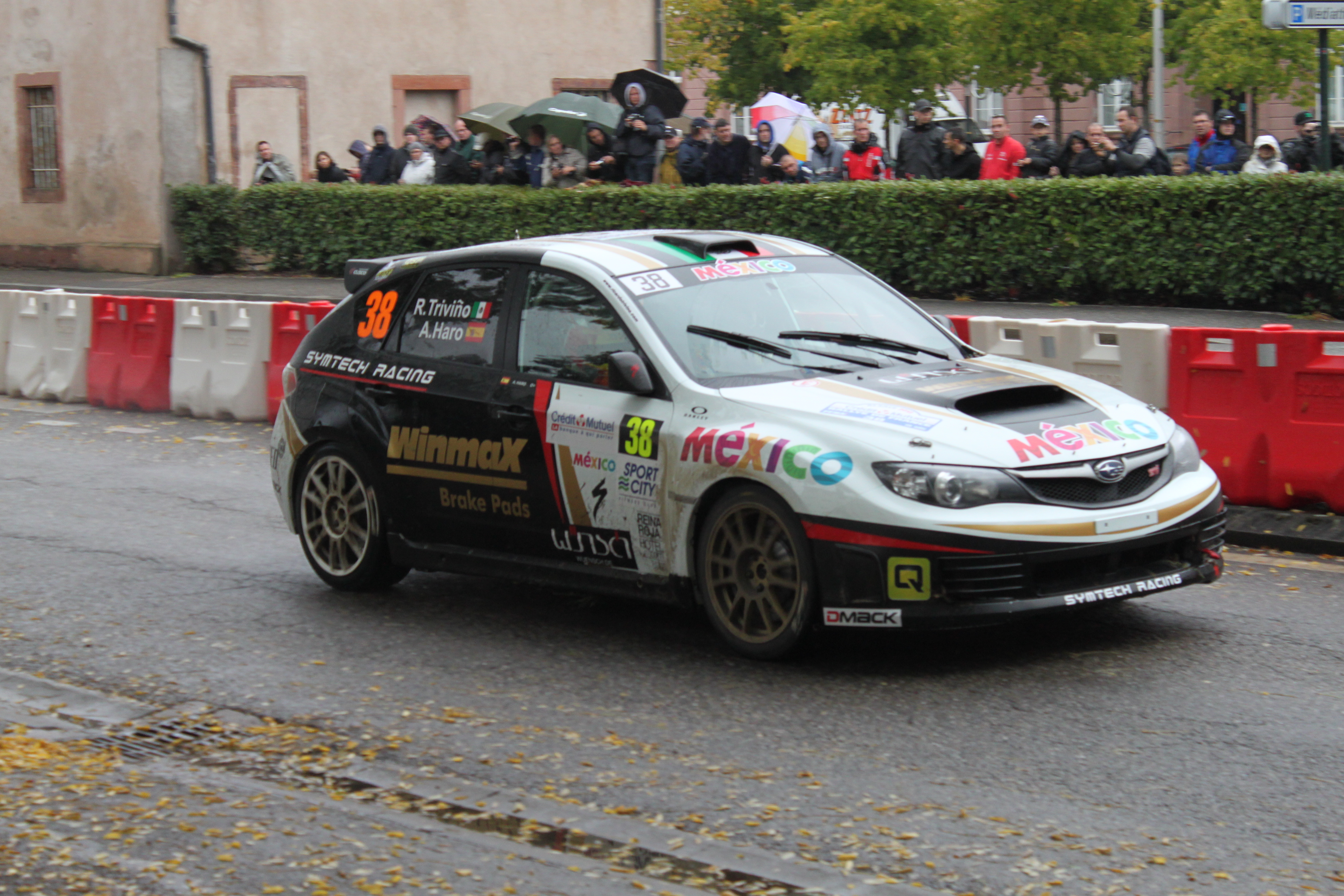
Trivino al Rallye de France-Alsace 2013

Nel 2011, Triviño insieme con il suo copilota Marco Hernández hanno ottenuto il primo posto assoluto alla Carrera Panamericana, con soli 4,5 secondi di vantaggio sul pilota americano Douglas Mockett.
Nella stagione 2012 ha preso parte nella categoria PWRC, ha concluso al 7º posto con 52 punti.

## Palmarès
- NACAM Rally Championship: 11
2008, 2009 e dal 2012 al 2020

### Vittorie

#### Masters Cup
| Nº | Anno | Rally              | Copilota      | Vettura               |
| -- | ---- | ------------------ | ------------- | --------------------- |
| 1  | 2024 | Rally di Finlandia | Diego Fuentes | Škoda Fabia RS Rally2 |

#### Altri Rally
| #  | Stagione | Campionato                 | Evento                                             | Co-pilota            | Auto                      |
| -- | -------- | -------------------------- | -------------------------------------------------- | -------------------- | ------------------------- |
| 1  | 2002     | Campionato catalano terra  | Rally de Tierra Ciutat de Cervera                  | Jorge Bernal         | Mitsubishi Lancer Evo VII |
| 2  | 2003     | Campionato catalano terra  | Rally Terra Vila de Guissona                       | Jordi Barrabés Costa | Mitsubishi Lancer Evo VII |
| 3  | 2003     | Campionato spagnolo terra  | Rally de Tierra de Cantabria                       | Jordi Barrabés Costa | Mitsubishi Lancer Evo VII |
| 4  | 2003     | Campionato catalano terra  | Ral.li de Tierra Quatre Rodes - Ciutat de Figueres | Jordi Barrabés Costa | Mitsubishi Lancer Evo VII |
| 5  | 2006     | Campionato messicano       | Rally Leon                                         | ?                    | Mitsubishi Lancer Evo     |
| 6  | 2008     | Campionato messicano       | Rally de las 24 Horas                              | Marco Hernández      | Peugeot 206 WRC           |
| 7  | 2008     | NACAM                      | Rally Montañas                                     | Marco Hernández      | Peugeot 206 WRC           |
| 8  | 2009     | NACAM                      | Rally Sierra del Tigre                             | Marco Hernández      | Mitsubishi Lancer Evo X   |
| 9  | 2009     | Campionato messicano       | Rally Aguascalientes Sierra Fria                   | Marco Hernández      | Mitsubishi Lancer Evo X   |
| 10 | 2009     | NACAM                      | Rally Costa Rica                                   | ?                    | Mitsubishi Lancer Evo X   |
| 11 | 2009     | NACAM                      | Rally NACAM Ecuador                                | ?                    | Mitsubishi Lancer Evo X   |
| 12 | 2009     | Campionato messicano       | Rally Patrio Mazda Ravisa                          | Marco Hernández      | Mitsubishi Lancer Evo IX  |
| 13 | 2009     | Campionato messicano       | Rally de la Media Noche                            | Marco Hernández      | Mitsubishi Lancer Evo IX  |
| 14 | 2009     | Campionato messicano       | Rally Internacional Acapulco                       | Marco Hernández      | Mitsubishi Lancer Evo IX  |
| 15 | 2010     | -                          | Rally Mexico - Rally America                       | ?                    | Peugeot 206 WRC           |
| 16 | 2010     | Campionato messicano       | Rally de las 24 Horas                              | Marco Hernández      | Mitsubishi Lancer Evo X   |
| 17 | 2010     | Campionato messicano       | Corona Rally Patrio                                | Marco Hernández      | Mitsubishi Lancer Evo X   |
| 18 | 2011     | -                          | La Carrera Panamericana                            | Marco Hernández      | Studebaker                |
| 19 | 2012     | NACAM                      | Rally Cañadas                                      | Marco Hernández      | Mitsubishi Lancer Evo IX  |
| 20 | 2012     | NACAM                      | Rally Costa del Pacifico                           | Marco Hernández      | Mitsubishi Lancer Evo IX  |
| 21 | 2012     | NACAM                      | Rally La Leyenda de Eldorado 2                     | Marco Hernández      | Mitsubishi Lancer Evo IX  |
| 22 | 2013     | NACAM                      | Rally Montañas Oaxaca                              | Marco Hernández      | Mitsubishi Lancer Evo X   |
| 23 | 2013     | NACAM                      | Rally Picos del Sicuara                            | Marco Hernández      | Mitsubishi Lancer Evo X   |
| 24 | 2013     | NACAM                      | Rally Isla de Margarita                            | Álex Haro            | Mitsubishi Lancer Evo X   |
| 25 | 2013     | Campionato messicano       | Rally Internacional Mazda Acapulco                 | Gabriel Marín jr.    | Peugeot 206 WRC           |
| 26 | 2014     | NACAM                      | Rally Ciudad Bianca                                | Marco Hernández      | Mitsubishi Lancer Evo X   |
| 27 | 2014     | NACAM                      | Rally Santander Guane                              | Marco Hernández      | Mitsubishi Lancer Evo X   |
| 28 | 2014     | Campionato messicano       | Rally Patrio                                       | Raúl Villareal       | Peugeot 206 WRC           |
| 29 | 2014     | NACAM                      | Rally Volcan Peña Azul                             | Marco Hernández      | Mitsubishi Lancer Evo X   |
| 30 | 2015     | NACAM                      | Rally Montañas Oaxaca                              | Marco Hernández      | Mitsubishi Lancer Evo X   |
| 31 | 2015     | NACAM                      | RAC 1000 Rally                                     | Marco Hernández      | Mitsubishi Lancer Evo X   |
| 32 | 2015     | Campionato basco           | Rally Balcón de Bizkaia                            | Jorge del Cid        | Peugeot 206 WRC           |
| 33 | 2016     | NACAM                      | Rally Montañas Sierra Fria Aguascalientes          | Marco Hernández      | Citroën DS3 R5            |
| 34 | 2016     | NACAM                      | RAC 1000 Rally                                     | Marco Hernández      | Mitsubishi Lancer Evo X   |
| 35 | 2016     | NACAM                      | Rally Costa del Pacifico                           | Marco Hernández      | Mitsubishi Lancer Evo X   |
| 36 | 2017     | NACAM                      | Rally Montañas Sierra Fria Aguascalientes          | Marco Hernández      | Mitsubishi Lancer Evo X   |
| 37 | 2017     | Campionato messicano       | Rally Sierras del Sur                              | Santino Alarcón      | Citroën DS3 R5            |
| 38 | 2018     | NACAM                      | NACAM Rally Montañas                               | Marc Martí Moreno    | Citroën DS3 R5            |
| 39 | 2019     | NACAM                      | Rally Montañas                                     | Marc Martí Moreno    | Škoda Fabia R5            |
| 40 | 2019     | Campionato messicano       | Rally Sierras del Sur                              | Jorge Bernal         | Škoda Fabia R5            |
| 41 | 2019     | Campionato messicano       | Rally del Bajío                                    | Jorge Bernal         | Škoda Fabia R5            |
| 42 | 2019     | Campionato messicano       | Rally de la Media Noche                            | Jorge Bernal         | Škoda Fabia R5            |
| 43 | 2019     | NACAM                      | Rally Sierra Juárez                                | Marc Martí Moreno    | Škoda Fabia R5            |
| 44 | 2020     | Campionato messicano ovest | Rally La Congoja RAC                               | Jorge Bernal         | Škoda Fabia Rally2 evo    |
| 45 | 2020     | NACAM                      | Rally Sierra Juárez                                | Jorge Bernal         | Škoda Fabia Rally2 evo    |
| 46 | 2020     | NACAM                      | Rally Colima                                       | Marc Martí Moreno    | Škoda Fabia Rally2 evo    |

## Risultati nel mondiale rally

### WRC
| 2002 | Scuderia | Vettura                                              |  |  |  |     |  |     |  |  |  |  |  |  |  |  |  |  | Punti | Pos. |
| ---- | -------- | ---------------------------------------------------- |  |  |  | --- |  | --- |  |  |  |  |  |  |  |  |  |  | ----- | ---- |
| 2002 |          | Mitsubishi Lancer Evo VII e Mitsubishi Lancer Evo VI |  |  |  | Rit |  | Rit |  |  |  |  |  |  |  |  |  |  | 0     |      |

| 2003 | Scuderia | Vettura                   |  |     |  |    |    |  |     |    |  |  |  |    |     |  |  |  | Punti | Pos. |
| ---- | -------- | ------------------------- |  | --- |  | -- | -- |  | --- | -- |  |  |  | -- | --- |  |  |  | ----- | ---- |
| 2003 |          | Mitsubishi Lancer Evo VII |  | Rit |  | 31 | 22 |  | Rit | 34 |  |  |  | 25 | Rit |  |  |  | 0     |      |

| 2004 | Scuderia | Vettura                                                |  |    |    |    |  |  |  |     |  |    |  |  |  |    |    |  | Punti | Pos. |
| ---- | -------- | ------------------------------------------------------ |  | -- | -- | -- |  |  |  | --- |  | -- |  |  |  | -- | -- |  | ----- | ---- |
| 2004 |          | Mitsubishi Lancer Evo VII e Mitsubishi Lancer Evo VIII |  | 38 | 18 | 30 |  |  |  | Rit |  | 31 |  |  |  | 23 | 28 |  | 0     |      |

| 2005 | Scuderia | Vettura         |  |  |    |  |  |  |  |     |    |  |  |  |  |  |    |  | Punti | Pos. |
| ---- | -------- | --------------- |  |  | -- |  |  |  |  | --- | -- |  |  |  |  |  | -- |  | ----- | ---- |
| 2005 |          | Peugeot 206 WRC |  |  | 12 |  |  |  |  | Rit | 18 |  |  |  |  |  | 20 |  | 0     |      |

| 2006 | Scuderia | Vettura         |  |  |    |  |  |  |  |  |  |  |  |  |  |  |  |  | Punti | Pos. |
| ---- | -------- | --------------- |  |  | -- |  |  |  |  |  |  |  |  |  |  |  |  |  | ----- | ---- |
| 2006 |          | Peugeot 206 WRC |  |  | SQ |  |  |  |  |  |  |  |  |  |  |  |  |  | 0     |      |

| 2007 | Scuderia | Vettura         |  |  |  |  |  |  |  |  |    |  |  |  |  |  |  |  | Punti | Pos. |
| ---- | -------- | --------------- |  |  |  |  |  |  |  |  | -- |  |  |  |  |  |  |  | ----- | ---- |
| 2007 |          | Peugeot 206 WRC |  |  |  |  |  |  |  |  | 43 |  |  |  |  |  |  |  | 0     |      |

| 2008 | Scuderia | Vettura                                    |  |  |    |     |  |  |  |  |  |  |  |  |  |  |  |  | Punti | Pos. |
| ---- | -------- | ------------------------------------------ |  |  | -- | --- |  |  |  |  |  |  |  |  |  |  |  |  | ----- | ---- |
| 2008 |          | Peugeot 206 WRC e Mitsubishi Lancer Evo IX |  |  | SQ | Rit |  |  |  |  |  |  |  |  |  |  |  |  | 0     |      |

| 2011 | Scuderia | Vettura                 |    |  |  |  |  |  |  |  |  |  |  |  |  |  |  |  | Punti | Pos. |
| ---- | -------- | ----------------------- | -- |  |  |  |  |  |  |  |  |  |  |  |  |  |  |  | ----- | ---- |
| 2011 |          | Mitsubishi Lancer Evo X | SQ |  |  |  |  |  |  |  |  |  |  |  |  |  |  |  | 0     |      |

| 2012 | Scuderia | Vettura |  |  |    |    |     |    |    |  |    |  |    |    |    |  |  |  | Punti | Pos. |
| ---- | -------- | --- |  |  | -- | -- | --- | -- | -- |  | -- |  | -- | -- | -- |  |  |  | ----- | ---- |
| 2012 |          | Ford Fiesta RS WRC, Subaru Impreza STi N16, Mitsubishi Lancer Evo X, Mitsubishi Lancer Evo IX e Subaru Impreza STi |  |  | 10 | 26 | Rit | 16 | 19 |  | 22 |  | 28 | 22 | 35 |  |  |  | 1     | 31º  |

| 2013 | Scuderia           | Vettura                                                                                        |    |    |    |  |    |    |  |  |    |  |    |  |  |  |  |  | Punti | Pos. |
| ---- | ------------------ | ---------------------------------------------------------------------------------------------- | -- | -- | -- |  | -- | -- |  |  | -- |  | -- |  |  |  |  |  | ----- | ---- |
| 2013 | Moto Club Igualada | Mitsubishi Lancer Evo X, Mitsubishi Lancer Evo IX, Subaru Impreza STi N16 e Subaru Impreza STi | 29 | 23 | 14 |  | 19 | 28 |  |  | 32 |  | 27 |  |  |  |  |  | 0     |      |

| 2014 | Scuderia | Vettura                 |  |  |    |  |  |  |  |  |  |  |  |  |  |  |  |  | Punti | Pos. |
| ---- | -------- | ----------------------- |  |  | -- |  |  |  |  |  |  |  |  |  |  |  |  |  | ----- | ---- |
| 2014 |          | Mitsubishi Lancer Evo X |  |  | 16 |  |  |  |  |  |  |  |  |  |  |  |  |  | 0     |      |

| 2015 | Scuderia | Vettura                 |  |  |     |  |  |  |  |  |  |  |  |  |  |  |  |  | Punti | Pos. |
| ---- | -------- | ----------------------- |  |  | --- |  |  |  |  |  |  |  |  |  |  |  |  |  | ----- | ---- |
| 2015 |          | Mitsubishi Lancer Evo X |  |  | Rit |  |  |  |  |  |  |  |  |  |  |  |  |  | 0     |      |

| 2016 | Scuderia                 | Vettura                                  |    |  |    |  |  |  |  |  |  |  |  |    |  |  |  |  | Punti | Pos. |
| ---- | ------------------------ | ---------------------------------------- | -- |  | -- |  |  |  |  |  |  |  |  | -- |  |  |  |  | ----- | ---- |
| 2016 | Triviño World Rally Team | Citroën DS3 R5 e Mitsubishi Lancer Evo X | 61 |  | 17 |  |  |  |  |  |  |  |  | 42 |  |  |  |  | 0     |      |

| 2017 | Scuderia | Vettura        |  |  |    |  |  |  |  |  |  |  |  |  |  |  |  |  | Punti | Pos. |
| ---- | -------- | -------------- |  |  | -- |  |  |  |  |  |  |  |  |  |  |  |  |  | ----- | ---- |
| 2017 |          | Citroën DS3 R5 |  |  | 14 |  |  |  |  |  |  |  |  |  |  |  |  |  | 0     |      |

| 2018 | Scuderia | Vettura        |  |  |    |  |  |  |  |  |  |  |  |  |  |  |  |  | Punti | Pos. |
| ---- | -------- | -------------- |  |  | -- |  |  |  |  |  |  |  |  |  |  |  |  |  | ----- | ---- |
| 2018 |          | Citroën DS3 R5 |  |  | 18 |  |  |  |  |  |  |  |  |  |  |  |  |  | 0     |      |

| 2019 | Scuderia | Vettura        |  |  |    |  |  |  |  |  |  |  |  |  |  |  |  |  | Punti | Pos. |
| ---- | -------- | -------------- |  |  | -- |  |  |  |  |  |  |  |  |  |  |  |  |  | ----- | ---- |
| 2019 |          | Škoda Fabia R5 |  |  | 10 |  |  |  |  |  |  |  |  |  |  |  |  |  | 1     | 26º  |

| 2020 | Scuderia | Vettura        |  |  |    |  |  |  |  |  |  |  |  |  |  |  |  |  | Punti | Pos. |
| ---- | -------- | -------------- |  |  | -- |  |  |  |  |  |  |  |  |  |  |  |  |  | ----- | ---- |
| 2020 |          | Škoda Fabia R5 |  |  | 12 |  |  |  |  |  |  |  |  |  |  |  |  |  | 0     |      |

| 2022 | Scuderia | Vettura                |  |  |    |  |  |  |  |  |  |  |  |  |  |  |  |  | Punti | Pos. |
| ---- | -------- | ---------------------- |  |  | -- |  |  |  |  |  |  |  |  |  |  |  |  |  | ----- | ---- |
| 2022 |          | Škoda Fabia Rally2 Evo |  |  | 45 |  |  |  |  |  |  |  |  |  |  |  |  |  | 0     |      |

| 2024 | Scuderia | Vettura               |  |    |  |    |  |    |    |  |    |  |  |  |  |  |  |  | Punti | Pos. |
| ---- | -------- | --------------------- |  | -- |  | -- |  | -- | -- |  | -- |  |  |  |  |  |  |  | ----- | ---- |
| 2024 |          | Škoda Fabia RS Rally2 |  | 32 |  | 34 |  | 26 | 30 |  | 32 |  |  |  |  |  |  |  | 0     |      |

| 2025 | Scuderia                     | Vettura               |  |  |  |  |    |  |  |  |  |  |  |  |  |  |  |  | Punti | Pos. |
| ---- | ---------------------------- | --------------------- |  |  |  |  | -- |  |  |  |  |  |  |  |  |  |  |  | ----- | ---- |
| 2025 | Escudería Milesocasiones.com | Škoda Fabia RS Rally2 |  |  |  |  | 56 |  |  |  |  |  |  |  |  |  |  |  | 0     |      |

| Legenda | 1º posto | 2º posto | 3º posto | A punti | Senza punti | Ritirato | Squalificato | NP=Non partito C=Gara cancellata | Apice=Power stage |

### WRC2
| 2013 | Scuderia           | Vettura                                                                                        |   |   |   |  |   |    |  |  |   |  |   |  |  |  |  |  | Punti | Pos. |
| ---- | ------------------ | ---------------------------------------------------------------------------------------------- | - | - | - |  | - | -- |  |  | - |  | - |  |  |  |  |  | ----- | ---- |
| 2013 | Moto Club Igualada | Mitsubishi Lancer Evo X, Mitsubishi Lancer Evo IX, Subaru Impreza STi N16 e Subaru Impreza STi | 5 | 7 | 3 |  | 6 | 13 |  |  | 7 |  | 5 |  |  |  |  |  | 55    | 8º   |

| 2016 | Scuderia                 | Vettura        |    |  |  |  |  |  |  |  |  |  |  |    |  |  |  |  | Punti | Pos. |
| ---- | ------------------------ | -------------- | -- |  |  |  |  |  |  |  |  |  |  | -- |  |  |  |  | ----- | ---- |
| 2016 | Triviño World Rally Team | Citroën DS3 R5 | 12 |  |  |  |  |  |  |  |  |  |  | 10 |  |  |  |  | 1     | 42º  |

| 2024 | Scuderia | Vettura               |  |  |  |    |  |    |    |  |    |  |  |  |  |  |  |  | Punti | Pos. |
| ---- | -------- | --------------------- |  |  |  | -- |  | -- | -- |  | -- |  |  |  |  |  |  |  | ----- | ---- |
| 2024 |          | Škoda Fabia RS Rally2 |  |  |  | 14 |  | 15 | 17 |  | 15 |  |  |  |  |  |  |  | 0     |      |

| Legenda | 1º posto | 2º posto | 3º posto | A punti | Senza punti | Ritirato | Squalificato | NP=Non partito C=Gara cancellata | Apice=Power stage |

### WRC2 Challenger
| 2024 | Scuderia | Vettura               |  |  |  |    |  |    |    |  |  |  |  |  |  |  |  |  | Punti | Pos. |
| ---- | -------- | --------------------- |  |  |  | -- |  | -- | -- |  |  |  |  |  |  |  |  |  | ----- | ---- |
| 2024 |          | Škoda Fabia RS Rally2 |  |  |  | 12 |  | 14 | 13 |  |  |  |  |  |  |  |  |  | 0     |      |

| Legenda | 1º posto | 2º posto | 3º posto | A punti | Senza punti | Ritirato | Squalificato | NP=Non partito C=Gara cancellata | Apice=Power stage |

### WRC Masters Cup
| 2024 | Scuderia | Vettura               |  |   |  |   |  |   |   |  |   |  |  |  |  |  |  |  | Punti | Pos. |
| ---- | -------- | --------------------- |  | - |  | - |  | - | - |  | - |  |  |  |  |  |  |  | ----- | ---- |
| 2024 |          | Škoda Fabia RS Rally2 |  | 2 |  | 3 |  | 3 | 3 |  | 1 |  |  |  |  |  |  |  | 88    | 2º   |

| Legenda | 1º posto | 2º posto | 3º posto | A punti | Senza punti | Ritirato | Squalificato | NP=Non partito C=Gara cancellata | Apice=Power stage |

### PWRC/WRC3
| 2003 | Scuderia | Vettura                   |  |     |  |    |   |  |     |   |  |  |  |   |  |  |  |  | Punti | Pos. |
| ---- | -------- | ------------------------- |  | --- |  | -- | - |  | --- | - |  |  |  | - |  |  |  |  | ----- | ---- |
| 2003 |          | Mitsubishi Lancer Evo VII |  | Rit |  | 11 | 6 |  | Rit | 6 |  |  |  | 7 |  |  |  |  | 8     | 9º   |

| 2004 | Scuderia | Vettura                                                |  |    |   |    |  |  |  |     |  |   |  |  |  |   |  |  | Punti | Pos. |
| ---- | -------- | ------------------------------------------------------ |  | -- | - | -- |  |  |  | --- |  | - |  |  |  | - |  |  | ----- | ---- |
| 2004 |          | Mitsubishi Lancer Evo VII e Mitsubishi Lancer Evo VIII |  | 12 | 7 | 11 |  |  |  | Rit |  | 9 |  |  |  | 8 |  |  | 3     | 19º  |

| 2011 | Scuderia | Vettura                 |    |  |  |  |  |  |  |  |  |  |  |  |  |  |  |  | Punti | Pos. |
| ---- | -------- | ----------------------- | -- |  |  |  |  |  |  |  |  |  |  |  |  |  |  |  | ----- | ---- |
| 2011 |          | Mitsubishi Lancer Evo X | SQ |  |  |  |  |  |  |  |  |  |  |  |  |  |  |  | 0     |      |

| 2012 | Scuderia | Vettura                                                                    |  |  |  |  |     |   |   |  |   |  |  |   |   |  |  |  | Punti | Pos. |
| ---- | -------- | -------------------------------------------------------------------------- |  |  |  |  | --- | - | - |  | - |  |  | - | - |  |  |  | ----- | ---- |
| 2012 |          | Subaru Impreza STi N16, Mitsubishi Lancer Evo X e Mitsubishi Lancer Evo IX |  |  |  |  | Rit | 3 | 3 |  | 4 |  |  | 7 | 8 |  |  |  | 52    | 7º   |

| 2020 | Scuderia | Vettura        |  |  |   |  |  |  |  |  |  |  |  |  |  |  |  |  | Punti | Pos. |
| ---- | -------- | -------------- |  |  | - |  |  |  |  |  |  |  |  |  |  |  |  |  | ----- | ---- |
| 2020 |          | Škoda Fabia R5 |  |  | 3 |  |  |  |  |  |  |  |  |  |  |  |  |  | 15    | 12º  |

| Legenda | 1º posto | 2º posto | 3º posto | A punti | Senza punti | Ritirato | Squalificato | NP=Non partito C=Gara cancellata | Apice=Power stage |